# Ulrike Schmidt
 Ingrid Ulrike Schmidt Koppers(Remscheid, 30 de março de 1969) é ex-voleibolista indoor e jogadora de vôlei de praia alemã, que no vôlei de praia, foi medalhista de bronze no Campeonato Europeu de 2001 na Itália.

## Carreira
Em 1997 estreava ao lado de Gudula Staub no circuito mundial no Aberto de Marselha e alcançaram o décimo sétimo lugar e terminaram em nono no Aberto de Espinho, estiveram no Campeonato Mundial de 1997 em Los Angeles quando finalizaram no décimo sétimo lugar. Na temporada de 1998, estiveram juntas no circuito mundial, alcançaram o décimo terceiro lugar nos Abertos de Vasto e de Salvador, finalizaram em nono lugar no Aberto de Espinho, em sétimo lugar no Aberto de Dalian e em quinto no Aberto de Espinho.
Na jornada esportiva de 1999, competiu ao lado de Gudula Staub, e foram semifinalistas no Campeonato Europeu de Voleibol de Praia em Palma de Maiorca, e terminaram no quinto posto no Campeonato Mundial de 1999 em Marselha, depois no circuito mundial, e alcançaram o décimo sétimo lugar nos Abertos de Acapulco, Toronto e Espinho, ainda finalizaram em vigésimo quinto posto no Aberto de Osaka, e no sétimo lugar no Aberto de Salvador.
No ano de 2000, continuou com Gudula Staub, disputaram no circuito mundial,  alcançaram o quarto lugar no Aberto de Berlim, em décimo terceiro lugar nos Abertos de Vitória, Cagliari e Gstaad, no décimo sétimo lugar no Aberto de Rosarito e Grand Slam de Chicago, em nono lugar nos Abertos de Toronto, Espinho e Marselha, mesmo feito obtido nos Jogos Olímpicos de Verão de 2000 em Sydney.
No ano de 2001, passou atuar ao lado de Andrea Ahmann e foram medalhistas de bronze no Campeonato Europeu de Voleibol de Praia de 2001 em Jesolo no Campeonato Mundial de Klagenfurt e finalizaram na trigésima terceira posição, depois, jogaram no Aberto de Macau, torneio do circuito mundial, e terminaram em décimo sétimo posto, ainda no referido circuito, esteve com Jana Vollmer, terminaram em vigésimo quinto posto no Aberto de Cagliari, em décimo terceiro lugar no Aberto de Gstaad e  no décimo sétimo lugar no Grand Slam de Marselha.
No ano de 2002, esteve ao lado de Ina Maser,  e no circuito mundial, terminaram no quadragésimo primeiro lugar no Aberto de Madrid e  no décimo sétimo lugar no Aberto de Gstaad, e finalizaram em vigésimo quinto posto nos Grand Slams de Marselha e Klagenfurt. No Circuito Mundial de 2004 esteve com Antje Röder no Grand Slam de Berlim, concluindo no vigésimo quinto lugar.

## Títulos e resultados
- Aberto de Berlim do Circuito Mundial de Vôlei de Praia de 2000
- Campeonato Europeu de 1999